# Miła (dopływ Leska)
Miła – potok, lewy dopływ Leska o długości 3,96 km i powierzchni zlewni 4,42 km².
Potok płynie w Sudetach Środkowych, w Górach Kamiennych. Jego źródła znajdują się na Wyżynie Unisławskiej. Uchodzi do Leska w Kuźnicach Świdnickich.